# Oberroth
Oberroth település Németországban, azon belül Bajorországban. Lakosainak száma 1013 fő (2023. december 31.). Oberroth Altenstadt (Iller), Unterroth, Osterberg, Babenhausen (Schwaben) és Kettershausen községekkel határos.

## Népesség
A település népessége az elmúlt években az alábbi módon változott:
| Lakosok száma | 602  | 920  | 733  | 723  | 866  | 890  | 899  | 902  | 993  | 1013 |
|               | 1875 | 1950 | 1975 | 1987 | 2012 | 2014 | 2016 | 2017 | 2021 | 2023 |